# AGO C.III
O AGO C.III foi um avião de reconhecimento biplano, monomotor alemão de dois lugares em configuração de impulsão, utilizado a partir de 1915.

## Projeto
Ele foi um único protótipo desenvolvido a partir do projeto C.I, reduzindo o tamanho geral do avião, visando obter maior velocidade.

## Usuários
- Império Alemão

## Especificação
Estas são as características do AGO C.III
- Características gerais:
  - Tripulação: 2
  - Comprimento: 7 m
  - Envergadura: 11 m
  - Motor: 1 x Mercedes D.III, um 6 cilindros em linha, refrigerado à água, de 158 hp.

- Performance:
  - Velocidade máxima: 145 km/h

- Armamento:
  - Armas:
    - 1 x metralhadora Parabellum MG 14 de 7,92 mm